# Emma Sambale
Emma Sambale (* 28. April 2003) ist eine deutsche Volleyballspielerin.

## Karriere
Sambale begann ihre Karriere beim TuS Holzkirchen. Später spielte sie beim MTV Rosenheim und dann beim TSV Turnerbund München. 2020 wechselte die Libera zum TV Dingolfing. Mit dem Verein wurde sie 2021 und 2022 Meisterin der Zweiten Liga Süd. 2023/24 trat Dingolfing in der neuen 2. Volleyball-Bundesliga Pro an. 2024 wurde Sambale vom Erstligisten VfB 91 Suhl verpflichtet.